# إفينوخوري
إوينوكوريون (Ευηνοχώριον) هي مدينة في أيتوليا كي أكارنانيا في مقاطعة كينتريكي إلادا في اليونان.
يبلغ عدد سكانها حوالي 1469   نسمة.